# Paola Romano
Paola Romano  (Monterotondo, 17 de septiembre de 1951) es una pintora y escultora italiana.

## Biografía
Comenzó su formación artística en Roma, donde asistió a los cursos en Rome University of Fine Arts (RUFA). En la década de 2000 desarrolló una pintura matérica, que está dominada por el contraste entre blanco y negro, rojo y oro.
En 2011 participó en la 56 ª Bienal de Venecia el Pabellón de Italia.